# 比耶夫尔河
比耶夫尔河（法語：Bièvre，法語發音：[bjɛvʁ]）是法国法兰西岛大区的河流，起源於吉揚庫爾，是塞纳河的左支流，长34.6千米。

## 歷史

### 新石器時代
比耶夫尔河曾流淌於塞納河的河道上，而彼時塞納河繞著蒙馬特而流，但洪水及沖蝕使塞納河奪走了該河的河道。

### 中世紀
修道士會引流該河灌溉作物，而皮匠則將獸皮浸入河水。1300年代，議會要求屠夫將內臟棄於比耶夫尔河，不得棄於塞納河。這導致該河逐漸受到汙染，即使議會後來撤銷了該命令。

### 現代
20世紀初，因該河汙染過於嚴重，政府將其埋入地底，而河水則分流至下水道，該工程於1912年完工。但21世紀時，政府重新開放部分於郊區的河道。